# Izvor struje za zavarivanje
Izvor struje za zavarivanje ili napajanje za zavarivanje su takvi uređaji koji daju na mjestu zavarivanja električnu struju s karakteristikama pogodnim za zavarivanje. Najčešće se koristi napajanje s konstantnom jačinom struje i drugi tip, napajanje s konstantnim naponom. Kod elektrolučnog zavarivanja, dužina električnog luka je u direktnoj vezi s naponom, dok je s jačinom struje direktno povezan unos topline na zavarenom spoju.
Električna energija se iz strujne mreže ne može izravno koristiti za zavarivanje, već se moraju koristiti posebno konstruirani izvori struje za zavarivanje. Izvori struje za zavarivanje električnim lukom moraju zadovoljiti sljedeće bitne uvjete: kod uspostavljanja električnog luka moraju osiguravati relativno visok napon, zbog lakšeg uspostavljanja luka i samog početka zavarivanja; tijekom izvođenja zavarivanja moraju omogućavati rad s velikim jakostima struje, a pri niskom naponu električnog luka; moraju imati odgovarajuće statičke i dinamičke karakteristike, koje jamče stabilnost i lako održavanje električnog luka tijekom rada.

## Vrste napajanja za zavarivanje
Prema vrsti struje, izvori struje za zavarivanje mogu se podijeliti na:
- izvore istosmjerne struje (generatori, pretvarači i ispravljači).  Koristi se kod gotovo svih uobičajenih postupaka zavarivanja i za sve vrste osnovnog metala;
- izvore izmjenične struje (transformatori, generatori i pretvarači frekvencije). Koristi se kod nelegiranih i niskolegiranih čelika.[2]

## Značajke napajanja za zavarivanje
Posebno razlikujemo statičke i dinamičke značajke izvora struje za zavarivanje.

### Statičke značajke izvora struje
Statičke značajke izvora struje predstavljene su krivuljama koje pokazuju odnos između napona i jakosti struje zavarivanja pri stalnom tj. statičkom opterećenju. U odnosu na statičke značajke, postoje dva tipa izvora struje za zavarivanje: izvori struje sa strmopadajućom karakteristikom i izvori struje sa sporopadajućom karakteristikom.
Napon praznog hoda je kada izvor struje za zavarivanje nije opterećen tj. kada nije uspostavljen električni luk. Najniža vrijednost napona praznog hoda mora omogućavati lako uspostavljanje i održavanja električnog luka tijekom zavarivanja. Najviša vrijednost je ograničena propisima i uvjetima sigurnosti rada zavarivača, pa je za suhe i kontrolirane radionički uvjeti: istosmjerna struja najviše 100 V, a izmjenična struja najviše 80 V. Kod skućenih i vlažnih prostora dopušteni su samo izvori istosmjerne struje zavarivanja, a izmjenična struja najviše 48 V.
Pomoću krivulja statičkih karakteristika izvora struje i električnog luka, dolazi se do granica područja moguće regulacije, kao i do parametara radne točke zavarivačkog električnog luka. Radna točka određena je presjecištem statičke karakteristike izvora struje i statičke karakteristike električnog luka. Promjene duljina električnog luka izazivaju i određene promjene napona i jakosti struje zavarivanja. Promjene jakosti struje zavarivanja značajnije utječu na kvalitetu zavarenog spoja. Izvor struje za zavarivanje mora imati takvu statičku karakteristiku s kojom će, kod uobičajenih promjena duljina električnog luka tijekom zavarivanja, osiguravati relativno male promjene jakosti struje zavarivanja. Radno područje zavarivačkog električnog luka određeno je rasponom podešavanja jakosti struje na samom izvoru struje za zavarivanje i rasponom odgovarajućih duljina električnog luka.

### Dinamičke značajke izvora struje
Dinamičke značajke izvora struje za zavarivanje pokazuju promjenljivost jakosti struje zavarivanja u ovisnosti od promjena napona električnog luka. Snimanje dinamičkih značajki izvora struje za zavarivanje vrši se, u stvarnim uvjetima rada, s pomoću priključenog oscilografa. Općenito, izvor struje za zavarivanje mora imati utvrđene sljedeće značajke: ograničenu vrijednost napona praznog hoda; odgovarajuću jakost struje kratkog spoja; odgovarajuće područje reguliranja radnog napona i jakosti struje za pojedine postupke poluautomatiziranog ili automatiziranog zavarivanja. Postupci provjere kao i granice dopustivih odstupanja pojedinih parametara propisuju se međunarodnim normama za umjeravanje opreme za elektrolučno zavarivanje.
Stvarni napon električnog luka mjeri se spajanjem voltmetra na zavarivani metal i korištenu elektrodu, odnosno na držač elektrode, dok se jakost struje zavarivanja mjeri ampermetrom u zavarivačkom strujnom krugu tj. uključivanjem u dovodni zavarivački kabel.

### Odabir izvora struje za zavarivanje
Kod odabira izvora struje za zavarivanje mora se voditi računa o: vrsti struje zavarivanja; naponu praznog hoda izvora struje; predviđenoj intermitenciji zavarivanja; području podešavanja jakosti struje zavarivanja; načinu i uvjetima priključivanja u električnu mrežu; uvjetima korištenja i rada izvora struje za zavarivanje; načinu održavanja, i drugo. Očekivana intermitencija zavarivanja značajna je zbog dopustivog opterećenja izvora struje u radu. Intermitencija zavarivanja je omjer između stvarnog trajanja električnog luka i same vrijednosti osnovnog normiranog vremena, a izražava se u postocima (%).